# Філіппінці
Філіппінці (тагал. Mga Pilipino) — це люди, які є громадянами Філіппін. Більшість філіппінців сьогодні походять із різних австронезійських етнолінгвістичних груп, усі зазвичай розмовляють тагальською, англійською та іншими мовами Філіппін. Нині на Філіппінах налічується понад 185 етнолінгвістичних груп; кожна зі своєю мовою, самобутністю, культурою та історією.

## Релігія
За даними Національного управління статистики (NSO) станом на 2010 рік, понад 92% населення були християнами, з них 80,6% були римо-католиками. Римо-католицька церква була запроваджена іспанцями на початку 1521 року, і під час 300-річної колонізації островів їм вдалося навернути переважну більшість філіппінців, в результаті чого Філіппіни стали найбільшою католицькою країною в Азії. Існують також великі групи протестантських конфесій, які або виросли, або були засновані після ліквідації Католицької церкви під час американського колоніального періоду. Іглесія ні Крісто наразі є найбільшою церквою, штаб-квартира якої знаходиться на Філіппінах, за нею йде Об’єднана церква Христа на Філіппінах. Інші християнські групи, такі як баптисти, Церква Ісуса Христа святих останніх днів, Православ'я та Свідки Єгови, мають помітну присутність у країні.
Другою за величиною релігією в країні є Іслам, який, за оцінками, у 2014 році становив від 5% до 8% населення. Іслам на Філіппінах в основному зосереджений на південному заході острова Мінданао та на архіпелазі Сулу, які, хоча і є частиною Філіппін, дуже близькі до сусідніх ісламських країн Малайзії та Індонезії. Мусульмани називають себе Моро, іспанське слово, яке відноситься до маврів (хоча ці дві групи мають незначний культурний зв'язок, крім ісламу).
Історично стародавні філіппінці сповідували анімістичні релігії, які були під впливом індуїзму та буддизму та були привезені торговцями з сусідніх азійських держав. Ці корінні філіппінські народні релігії продовжують бути присутніми серед населення.

## Кухня
Філіппінська кухня складається з кухонь більш ніж сотні різних етнолінгвістичних груп, що зустрічаються по всьому філіппінському архіпелагу. Більшість основних філіппінських страв, які складають філіппінську кухню, походять з традицій харчування різних етнолінгвістичних груп і племен архіпелагу, включаючи ілокано, пангасінан, капампанган, тагаль, біколано, вісайан (себуано, хілігайнон і варай), кавапетно і маранагуіст. групи. Стиль приготування та приготування їжі, а також страви, пов’язані з ними, розвивалися протягом багатьох століть від їх австронезійського походження (загального з малайзійською та індонезійською кухнями) до змішаної кухні з китайським, іспанським та американським впливом, відповідно до основних хвиль. впливу, які збагатили культури архіпелагу, а також інші, адаптовані до місцевих інгредієнтів і місцевого смаку. 

## Діаспора

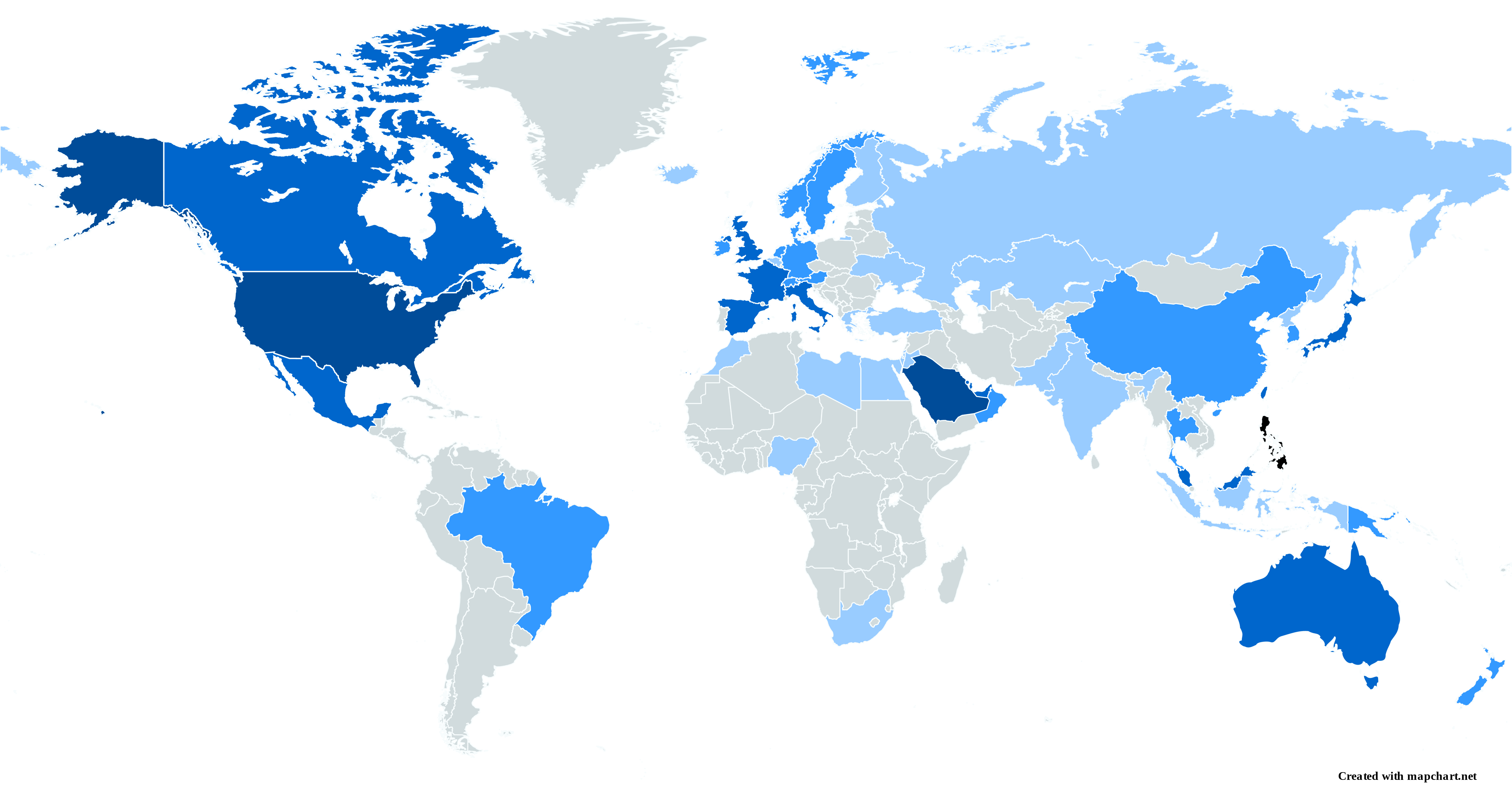
Карта філіппінської діаспори у світі

Зараз за кордоном проживає понад 10 мільйонів філіппінців. Філіппінці становлять етнічну групу меншини в Америці, Європі, Океанії, Близькому Сході та в інших регіонах світу. 
За оцінками, у США проживає чотири мільйони американців філіппінського походження. За даними Бюро перепису населення США, іммігранти з Філіппін становили другу за чисельністю групу після мексиканців, які прагнули возз'єднання сімей.